# Trilha dos Tupiniquins
A Trilha dos Tupiniquins foi um ramal do caminho do Peabiru, aberto durante a diáspora tupi pelo continente. Representa a mais antiga ligação entre o litoral vicentino (hoje baixada Santista) e o planalto, antes mesmo do período colonial, já que largamente usado pelos tupis, tanto para chegar ao rio Paraná como para chegar à costa brasileira. O percurso do litoral ao planalto consumia dois dias para subir e um para descer.
A trilha em si, tinha início em Piaçaguera e subia pelo Paranapiacaba até alcançar a serra do Mar, passando pelos campos de Gyoapé, cruzando os rios Jurubatuba-Mirim e Jurubatuba-Açu até encontrar as nascentes do antigo rio Tamanduateí (atual Ribeirão dos Meninos), no atual município São Bernardo do Campo, e daí seguia até o córrego Anhangabaú, dando acesso a várias aldeias, entre elas a do cacique Tibiriçá, na colina onde hoje está o atual Pátio do Colégio, no centro de São Paulo. Um trecho da trilha, próximo à crista da serra, ou "rio abaixo" (abaixo dos rios Jurubatuba-Açu e Jurubatuba-Mirim) seria, a partir de 1554, com a eclosão da Confederação dos Tamoios controlado pelos Tupiniquim rebeldes, aliados dos Tupinambá e dos Carijó, que combatiam os portugueses e eram contrários à colonização do território de seus ancestrais (os tá.mõi - os "avôs" ou antigos donos da terra). Em janeiro de 1532, o capitão-mor Martim Afonso de Sousa subiu ao planalto por este caminho, com a ajuda de João Ramalho e Tibiriçá. Porém, devido ao receio que tinha de ataques dos Carijó, que habitavam a região da Cananeia, em vista dos boatos de que exploradores eram atacados e devorados, Martim Afonso determinou o fechamento do caminho e proibiu o acesso ao sertão. O caminho seria reaberto em 1544 por ordens de Ana Pimentel, esposa de Martim Afonso e sua procuradora. O caminho seria muito utilizado até 1554, quando começa a ser evitado em virtude do início da Guerra dos Tamoios. Um novo caminho é então aberto aberto por Salvador Pires, a mando do padre Manuel da Nóbrega, ficando conhecido como Caminho do Padre José, devido a ser muito utilizado pelo missionário José de Anchieta.
O trecho de Paranapiacaba, já evitado por essa época, ficou extremamente perigoso para os portugueses, pois era controlado pelo índio Tupiniquim, Araraí, irmão do cacique Tibiriçá. Araraí e Piquerobi (também irmão de Tibiriçá) eram amigos dos portugueses, mas a amizade acabou em 1554, quando foram convencidos por Aimberê a guerrearem contra os invasores. Percebendo a verdadeira intenção dos portugueses em escravizar os povos indígenas, Araraí e Piquerobi  decidiram apoiar a resistência tamoia, unindo-se aos Tupinambá e aos Carijó.
Em 1560, com os portugueses acuados pelos Tamoios, Mem de Sá determinou novamente o fechamento do caminho, ameaçando com pena de morte os infratores.